# Draž
Draž est un village et une municipalité située dans le comitat d'Osijek-Baranja, en Croatie. Au recensement de 2001, la municipalité comptait 3 356 habitants, dont 67,88 % de Croates et 26,04 % de Hongrois et le village seul comptait 623 habitants.

## Localités
La municipalité de Draž compte 6 localités :
| - Batina - Draž - Duboševica | - Gajić - Podolje - Topolje |